# 淡谷幹彦
淡谷 幹彦（あわや みきひこ）は日本のラテン歌手、ギタリスト、有馬徹とノーチェ・クバーナ2代目リーダー兼オーナー。

## 概略
6歳よりギターを始め、古賀政男が運営の古賀ギター歌謡学院卒業後阿部保夫に弟子入りしクラシックギターを学ぶ。15歳でギター教室を開く。メキシコのコーラスグループ　トリオ・ロス・パンチョスのレキントギター奏者アルフレド・ヒルの影響を受け、ラテン音楽を研究。1965年ラテン音楽ブームに乗り、マナセプロダクションの創立者である曲直瀬正雄が鶴岡雅義、淡谷幹彦、アントニオ古賀の三方で日本のラテントリオ結成を試みたがデビューに至らなかった。日本のラテンコーラスグループ、トリオロスチカノスと出会い東京キューバンボーイズのコンサートに参加しプロとしてデビュー。トリオロスチカノスの恩師吉田秀士に歌の指導を受ける。後に有馬徹にスカウトされ、ノーチェ・クバーナの専属歌手として入団し看板歌手として活動、日本全国をはじめ海外でも演奏するようになる。在籍中、劇団民藝の創立者の一人である宇野重吉の目にとまり、東京都港区青山にある劇団民芸の稽古場において宇野重吉、奈良岡朋子の審査員によるオーディションに合格。外部出演として『泰山木の木の下で』（1963年初公開）小山裕士作、宇野重吉演出、北林谷栄主演で客演448回の舞台を演じ宇野重吉から劇団民藝の番号入り（221番）の名誉バッジを授与された。1965年4月3日から4月29日に石原慎太郎作・演出、日生劇場ミュージカル『焔のカーブ』に出演、自動車レーサーでレース中事故をおこし失明、盲らの役を演じた。この役は本来平尾昌晃が出演する予定だったが平尾本人の事情により、出演を辞退したため淡谷が抜擢された。現在有馬徹とノーチェ・クバーナコンサート他、外部出演で活動している。

## 演奏・出演

### 主な出演映画・舞台
- 1958年　東映“あの女を探せ”（ラテン歌手役）
- 1963年　劇団民藝公演『泰山木の木の下で』（ギターを弾く男役）
- 1965年　日生劇場『焔のカーブ』、（レーサー役、共演：ジャニーズ、鹿内たかし）
- 1966年　ハワイ州オアフ島ワイキキ・シェル野外劇場　共演：山本リンダ
- 1968年　民藝映画社　『こちらは社会部』
- 1973年　劇団民藝公演　『血の婚礼』　歌い手役　11月初公開　フェデリコ・ガルシーア・ロルカ作　渡辺浩子訳・演出
- 1976年　日本劇場（通称：日劇）『春のおどり』　共演：東京キューバンボーイズ、トリオ・ロス・チカノス
- 2013年　東京FMホール『ジャズマラソン21』　共演：前田憲男
- 2014年　三越劇場ポピュラーハイライト（2004年よりレギュラー出演）　演出：永田文夫

### 代表曲
- ラ・マラゲーニャ
- マラゲーニャ（スペイン語版）
- ベサメ・ムーチョ
- アドロ
- 太陽は燃えている
- グラナダ（スペイン語版）
- ある恋の物語
- カチータ
- オルフェ
- ククルクク・パロマ
- エル・クンバンチェロ
- ビギン・ザ・ビギン
- アマポーラ
- いい日旅立ち
- 誰もいない海
- 時計（El Reloj）
- 私たちは恋人同士(Somos Novios)

### テレビ出演
- 『お昼のワイドショー』（1986年 日本テレビ）　ミセス気になるグルメの旅　5月放送
- 『牧野正のケーブルテレビ談話』CVAテレビ（日本テレビ系）
- 『いい旅・日本』（1990年 TBS）7月放送
- 『ジパングあさ6』（1997年 日本テレビ）2月放送
- 『まるごとワイド』（1997年 静岡第一テレビ）　12月放送
- 『ジパングアサ6』（1999年 日本テレビ）　3月放送
- 『旅はパノラマ』（1998年 中京テレビ）　6月放送
- 〔日曜ビッグスペシャル〕『これがうわさの大御殿』（1998年 テレビ東京）2月放送
- 『なんでもバラエティー』　IKCネットワークTV
- 〔日曜ビッグスペシャル〕『これがうわさの大御殿』（2001年 テレビ東京）9月放送
- 『出没!アド街ック天国』（2001年 テレビ東京）10月放送
- 『まるごとワイド』　（2007年 静岡第一テレビ）2月放送
- 『オススメッ』（2008年 日本テレビ） 11月放送
- 『守屋弘ケーブル対談』　（2008年 CVAテレビ）日本テレビ系　11月〜12月　連続放送
- 『第二アサ秘ジャーナルの後継番組（別冊アサ㊙ジャーナル）』　（2010年 TBS）11月放送